# Péry-La Heutte
Péry-La Heutte is een gemeente in het Zwitserse district Jura bernois dat behoort tot het kanton Bern. Péry-La Heutte heeft 1879 inwoners.

## Geschiedenis
Péry-La Heutte is een fusiegemeente ontstaan op 1 januari 2015 uit de gemeenten Péry en La Heutte.

## Geografie
Péry-La Heutte heeft een oppervlakte van 23.57 km² en grenst aan de buurgemeenten Orvin, Reconvilier, Romont, Sauge, Sonceboz-Sombeval, Sorvilier, Tavannes en Valbirse.

## Politiek
Nelly Schindelholz is de burgemeester van Péry-La Heutte. In het gemeentebestuur van Péry-La Heutte is de Zwitserse Volkspartij met 44,7% de grootste partij binnen het gemeentebestuur, daarna de Sociaaldemocratische Partij van Zwitserland met 20,4% van de zetels, de Vrijzinnig Democratische Partij.De Liberalen met 9,3% van de zetels, de Burgerlijk-Democratische Partij met 8.5% van de zetels, de Groene Partij van Zwitserland met 7.4% van de zetels, de Grünliberale Partei met 2,2% van de zetels, de Federaal-Democratische Unie met 2,1%, de Christendemocratische volkspartij met 1,9%, de Evangelische Volkspartij met 1.4% en de Zwitserse Democraten met 1,2% van de zetels.